# Michelle Saram
Michelle Saram (cinese tradizionale: 鄭雪兒; cinese semplificato: 郑雪儿; Singapore, 12 dicembre 1974) è un'attrice singaporiana naturalizzata cinese, con base ad Hong Kong.
È nota per essere cindiana, ossia con padre indiano e madre cinese.

## Biografia
Michelle è entrata nel mondo dello spettacolo grazie ad uno spot pubblicitario per un prodotto chiamato One2Free, nel quale ha recitato insieme alla star Aaron Kwok.

## Filmografia
- Bullets over Summer (1999)
- At the Threshold of an Era (2001)
- A Step into the Past - Zhao Qian, Principessa di Zhao (2001)
- Meteor Garden II (2002)
- Laputa - Castello nel cielo - voce (2005)